# Monte Saraceno (Gargano)
Il Monte Saraceno (il Mons matinus di Orazio) è una collina che si affaccia sul mar Adriatico ed è collocata nel territorio del comune di Mattinata in provincia di Foggia. É formato da tre colline con altezza compresa tra i 230 e 260 metri e una superficie di 223 ettari. Sui versanti si ritrovano pinete naturali di pino d'Aleppo, mentre la fauna è composta essenzialmente dalle molte specie di uccelli che vi nidificano.
Sull'altura, riconosciuta come sito di interesse comunitario, è presente un importante sito daunio del IX secolo a.C..

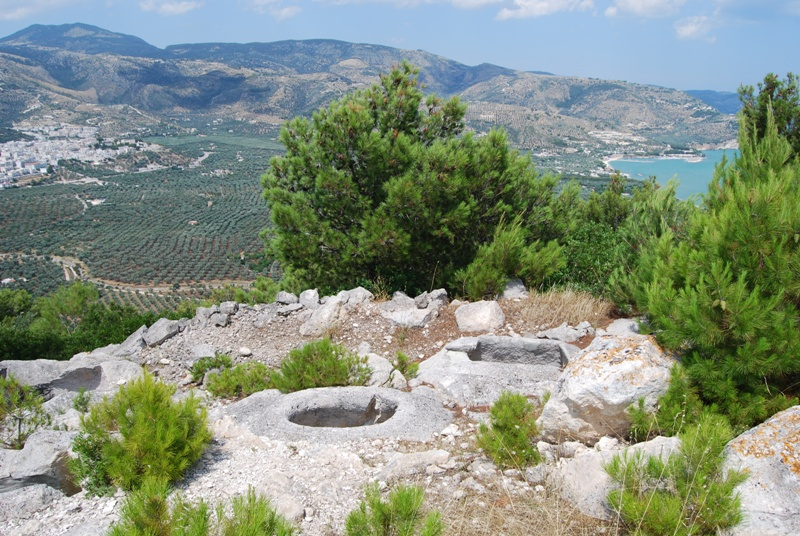
Tombe daune